# René Riffaud
René Félix Louis Joseph Riffaud (ur. 19 grudnia 1898 w Suk al-Arba w Tunezji, zm. 15 stycznia 2007 w Tosny we Francji) – francuski weteran pierwszej wojny światowej, jeden z czwórki ostatnich. 
W czasie działań wojennych służył w V Grupie Afrykańskiego Korpusu Artylerii, a podczas kampanii w Ardenach był jedną ofiarą niemieckiego ataku gazem musztardowym.
Został w 1995 r. wyróżniony odznaczeniem państwowym, przyznanym wszystkim ówcześnie żyjącym weteranom. Jeszcze w 2006 r. uczestniczył w obchodach 88. rocznicy rozejmu z Niemcami w 1918 r., odbywających się pod Łukiem Triumfalnym.  
Na kilka dni przed śmiercią, jego stan zdrowia poważnie się pogorszył.